# Eleccions municipals de Benidorm de 1991
Les eleccions municipals de Benidorm de 1991 foren unes eleccions fetes dins de les eleccions municipals espanyoles de 1991 a la ciutat de Benidorm, a la Marina Baixa. Es van celebrar el 26 de maig de 1991, simultàniament amb les eleccions a les Corts Valencianes de 1991.
Tot i la victòria socialista davant dels populars per només un regidor de diferència, el consistori benidormenc va restar, per primera vegada en democràcia, repartit entre només dues formacions polítiques: el PSOE i el PP. La polarització del consistori és una mostra de l'ambient polític del moment. Els centristes del CDS, tot i presentar-se, van perdre la representació aconseguida als passats comicis. A finals del mateix any es produí el conegut com a "marujazo", on una regidora socialista va deixar el seu grup i va donar suport a una moció de censura contra l'alcalde socialista, Manuel Catalán Chana, a favor del candidat popular, Eduardo Zaplana.

## Candidatures
Tot seguit, s'especifiquen les candidatures presentades a les eleccions amb els seus caps de llista corresponents. Es desconeixen els caps de llista d'algunes candidatures degut a la manca de dades sobre la publicació oficial d'aquestes al BOA.
| Candidatura | Candidatura                                 | Cap de llista   |
| ----------- | ------------------------------------------- | --------------- |
|             | Partit Socialista Obrer Espanyol (PSOE)     | Manuel Catalán  |
|             | Partit Popular (PP)                         | Eduardo Zaplana |
|             | Esquerra Unida del País Valencià (EU)       | n/a             |
|             | Partit Socialista Independent (PSI)         | n/a             |
|             | Unitat del Poble Valencià (UPV)             | n/a             |
|             | Centre Democràtic i Social (CDS)            | n/a             |
|             | Els Verds (LV)                              | n/a             |
|             | Coalició per Benidorm-Centristes-Unió Verda | n/a             |
|             | Unió Valenciana (UV)                        | n/a             |

## Resultats
| Partit       | Partit                                      | Vots   | %     | Escons | +/– |  |
| ------------ | ------------------------------------------- | ------ | ----- | ------ | --- |  |
|              | Partit Socialista Obrer Espanyol            | 7.433  | 41,98 | 11     | 1   |  |
|              | Partit Popular                              | 7.025  | 39,68 | 10     | 1   |  |
|              |                                             |        |       |        |     |  |
|              | Esquerra Unida del País Valencià            | 871    | 4,92  | 0      | =   |  |
|              | Partit Socialista Independent               | 642    | 3,63  | 0      | 1   |  |
|              | Unitat del Poble Valencià                   | 632    | 3,57  | 0      | =   |  |
|              | Centre Democràtic i Social                  | 333    | 1,88  | 0      | 1   |  |
|              | Els Verds                                   | 310    | 1,75  | 0      | =   |  |
|              | Coalició per Benidorm-Centristes-Unió Verda | 281    | 1,59  | 0      | Nou |  |
|              | Unió Valenciana                             | 177    | 1,00  | 0      | Nou |  |
| Total        | Total                                       | 17.704 | 98,9  | 21     | 0   |  |
|              |                                             |        |       |        |     |  |
| Vots vàlids  | Vots vàlids                                 | 17.901 | n/a   |        |     |  |
| Vots nuls    | Vots nuls                                   | n/a    | n/a   |        |     |  |
| Participació | Participació                                | 17.984 | 61,8  |        |     |  |
| Cens         | Cens                                        | 29.102 |       |        |     |  |
| Font:        |                                             |        |       |        |     |  |